# 1621 en littérature
| Années de la littérature : 1618 - 1619 - 1620 - 1621 - 1622 - 1623 - 1624    |
| Décennies de la littérature : 1590 - 1600 - 1610 - 1620 - 1630 - 1640 - 1650 |

Cet article présente les faits marquants de l'année 1621 en littérature.

## Évènements
- 20 janvier : Nieuwe Tijdinghen (en), publication fondée à Anvers par Abraham Verhoeven en 1605 commence à être numérotée. Le 27 juin 1629 elle devient hebdomadaire sous le titre Wekelijcke Tijdinghe[1].
- 3 mai : le philosophe anglais Francis Bacon, accusé de corruption, est condamné par le Parlement d'Angleterre à être emprisonné dans la tour de Londres, où il ne reste que quelques jours[2]. Sa peine est levée par le roi en 1624.
- 24 septembre : premier exemplaire connu de Corante (en) : or, Newes from Italy, Germany, Hungarie, Spaine and France, premier journal imprimé en Angleterre[3].
- 15 octobre : l'écrivain Charles Bernard est nommé historiographe de France par Louis XIII après la mort de Pierre Matthieu [4].
- 22 novembre : le poète anglais John Donne est élu doyen de la cathédrale Saint-Paul[5].

## Parutions
- 20 janvier : achevé d'imprimé du roman de Jean Pierre Camus (1584-1652) Agathonphile ; la même année il publie ses romans Parthénice (achevé d'imprimé le 3 mai), Élise (privilège du 30 juillet) et Dorothée (privilège du 21 août)[6].
- 1er février : achevé d'imprimé de l'Histoire romaine, du prédicateur et théologien Nicolas Coëffeteau (1574-1623), publié à Paris chez Sébastien Cramoisy[7].

- 6 mars : les Œuvres du poète et dramaturge Théophile de Viau (1590-1626) obtiennent un privilège du roi. Elles contiennent le Traité de l'immortalité de l'âme ou La mort de Socrate et les Œuvres poétiques, et sont publiées en un volume à Paris chez Jacques Quesnel[8].

- The Anatomy of Melancholy  (« L'Anatomie de la mélancolie »), libre de Robert Burton, est publié à Oxford[9].
- Wubei Zhi, traité militaire chinois publié par Mao Yuanyi[10].
- The Countess of Mongomery’s Urania (en), roman à clef de Mary Wroth, interdit en décembre 1621[11].

## Naissances
- 31 mars : Andrew Marvell, poète anglais († 16 août 1678)
- 8 juillet : Jean de La Fontaine, poète et fabuliste français († 13 avril 1695).

## Décès
- 11 mai : Johann Arndt, philosophe piétiste allemand (° 1555).
- 3 août : Guillaume du Vair, magistrat, orateur, poète et moraliste (° 1556)
- 15 août : John Barclay, écrivain écossais d'expression latine (° 1582).
- 7 ou 8 octobre : Antoine de Montchrestien, auteur dramatique et économiste (° v.1575).
- 12 octobre : Pierre Matthieu, dramaturge, poète et historiographe. (° 1563).